# Eribolus gracilior
Eribolus gracilior is een vliegensoort uit de familie van de halmvliegen (Chloropidae). De wetenschappelijke naam van de soort is voor het eerst geldig gepubliceerd in 1918 door de Meijere.